# گئورگی آساطوریان
گئورگی گارگینی آساطوریان (ارمنی: Գեորգի Գարեգինի Ասատուրյան؛  ۱۵ مارس ۱۹۲۴ – ۸ مارس ۲۰۱۳) یک هنرمند اهل ارمنستان است. وی از سال میلادی تاکنون مشغول فعالیت بوده است.

## زندگی‌نامه
وی در ۱۵ مارس ۱۹۲۴ در تفلیس به دنیا آمد . وی همچنین برندهٔ جوایزی همچون چهره هنری شایسته جمهوری ارمنستان مدال موسس خورناتسی شده است. وی در ۸ مارس ۲۰۱۳ در سن ۸۸ سالگی در ایروان درگذشت.